# Villa Bosch

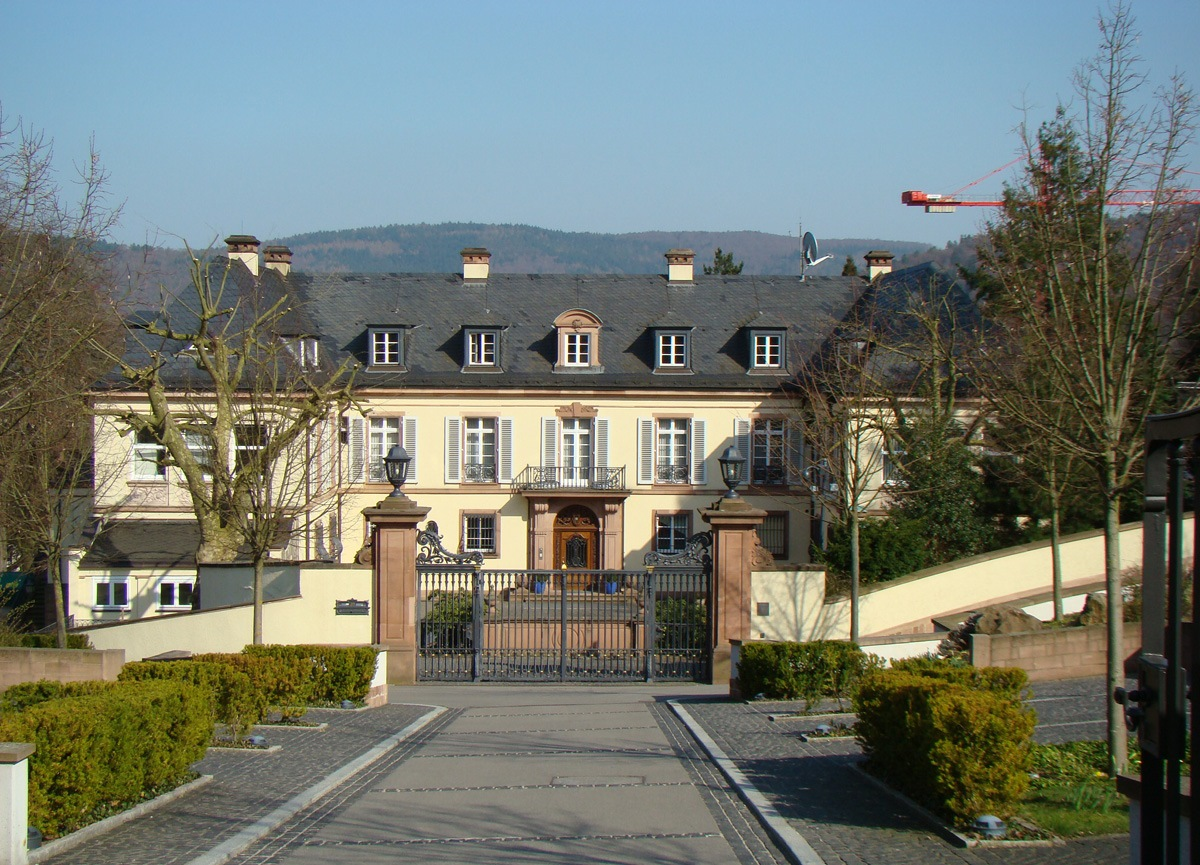
La Villa Bosch à Heidelberg en Allemagne. Photographie prise en avril 2009.

La Villa Bosch est un immeuble historique situé à Heidelberg en Allemagne. Au début du XXIe siècle, elle abrite différents organismes de recherche.

## Histoire
La villa a été construite en 1921 par la société BASF pour son président d'alors, Carl Bosch. À ce moment, le site comprenait plusieurs hectares de terrain.
Deux observatoires astronomiques furent construits à l'intérieur de la villa. Dans la cave, Bosch fit installer un atelier de mécanique ainsi qu'un laboratoire de chimie. La villa comprenait aussi une bibliothèque sur deux pièces.
Après la Seconde Guerre mondiale, elle servit de quartier général à des officiers de haut rang de l'US Army.
Par la suite, elle fut acquise par une société allemande. Les observatoires furent séparés de la villa.
En 1967, elle fut achetée par Süd-deutscher Rundfunk (SDR), un télédiffuseur allemand. Il fit construire un studio sur les terrains de la villa. Dans l'immeuble principal, des cloisons furent érigées. Des rénovations furent effectuées, mais en quantité insuffisante.
En 1994, Klaus Tschira l'acquit et lança un important programme de rénovation de l'immeuble et de modernisation des installations.
Depuis, la villa abrite différents organismes de recherche.